# Konkurencja cenowa
Konkurencja cenowa (model Bertranda) – jedna z form konkurencji polegająca na tym, że podstawową formą rywalizacji przedsiębiorstw o klientów jest manipulowanie poziomem cen oferowanych przez nie towarów i usług.
W modelu oligopolu Bertranda wszystkie przedsiębiorstwa za dane uznają ceny ustalone przez konkurentów. Ponadto, pojedynczy oferent nie może autonomicznie ustalać ceny, lecz musi brać pod uwagę ceny ustalane przez swoich konkurentów.
W przypadku rynku dóbr substytucyjnych, kiedy dwaj producenci ustalą ceny na różnych poziomach, klienci będą dokonywali zakupów u tańszego oferenta. Tym samym zmuszą konkurenta do obniżenia ceny danego dobra poniżej poziomu ustalonego przez rywala. Ta decyzja wpłynie na obniżkę cen u droższego producenta i tak zmiany cen będą trwały do momentu, w którym cena dobra będzie równa kosztowi krańcowemu. Wtedy żaden z producentów nie będzie miał motywacji ani do obniżenia ani do podwyższenia ceny. Przy jednakowej cenie sprzedaż obu przedsiębiorstw się wyrównuje, jednak przynosi im zerowe zyski.
Konkurencja cenowa w oligopolu nie prowadzi do eliminacji konkurentów, ale istotnie wpływa na wysokość realizowanego zysku. Ważne jest również, że wykorzystywanie ceny w celu poprawy rentowności przedsiębiorstwa nie daje przewagi długookresowej, ponieważ reakcja konkurentów jest natychmiastowa. Co więcej, decydując się na konkurencję cenową przedsiębiorstwo musi brać pod uwagę, że sposoby oddziaływania za pomocą cen są łatwe do naśladowania przez konkurentów. Ważna jest zatem alternatywa konkurencji cenowej – konkurencja pozacenowa.